# Elizabeth Silveira Schmidt

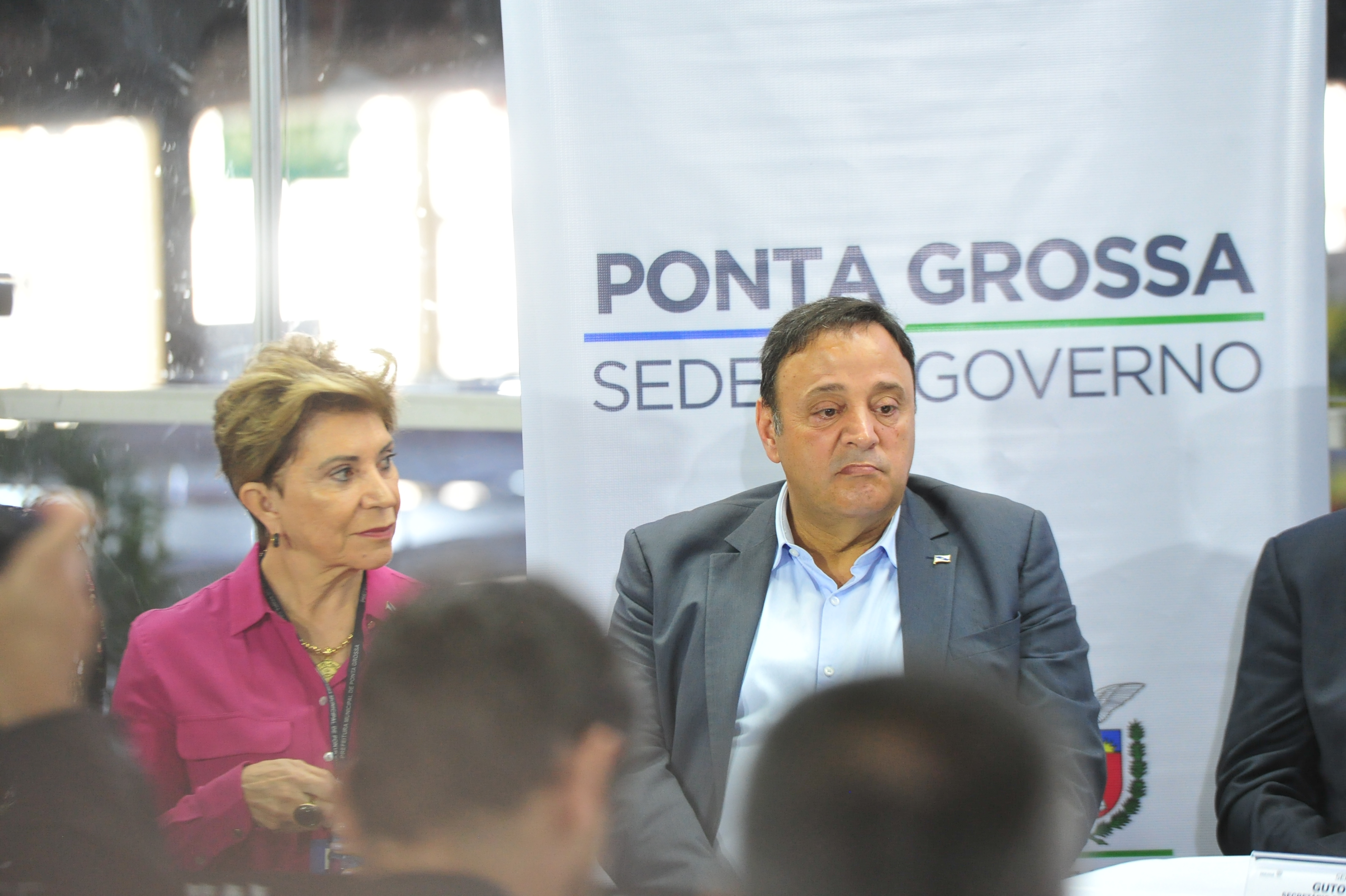
Elizabeth Silveira Schmidt (links, 2019)

Elizabeth Silveira Schmidt (* 11. Juni 1951 in Ponta Grossa) ist eine brasilianische Pädagogin, Professorin, Unternehmerin und Politikerin des Partido Social Democrático (PSD).

## Leben
Seit 1. Januar 2021 ist sie Bürgermeisterin von Ponta Grossa im Bundesstaat Paraná für die Amtszeit 2021 bis 2024.